# Рязановка (Ульяновская область)
Рязановка — село в Радищевском районе Ульяновской области России, в составе Радищевского городского поселения.
Население - 73 (2010)

## География
Село находится в пределах Приволжской возвышенности, являющейся частью Восточно-Европейской равнины, на правом берегу реки Терешка на высоте около 100 метров над уровнем моря. Почвы -
чернозёмы остаточно-карбонатные.
Село расположено примерно в 7 км по прямой в юго-восточном направлении от районного центра посёлка городского типа Радищево. По автомобильным дорогам расстояние до районного центра составляет 11 км, до областного центра города Ульяновска - 210 км. 
Часовой пояс
Рязановка, как и вся Ульяновская область, находится в часовой зоне МСК+1. Смещение применяемого времени относительно UTC составляет +4:00.

## История
РЯЗАНОВКА, деревня казенная, на речке Терешке, возникла в первой половине XVIII века. Название имеет фамильную основу. Рязановы упоминаются в документах Симбирского уезда уже в 1694 году.
В Списке населённых мест Российской империи по сведениям за 1859 год Рязановка упоминается как казённая деревня Хвалынского уезда Саратовской губернии, расположенная при речке Терешке по правую сторону просёлочного тракта из Хвалынска в город Кузнецк (через село Елшанку) на расстоянии 38 вёрст от уездного города. В населённом пункте насчитывалось 49 дворов, проживали 149 мужчин и 180 женщины.
Согласно переписи 1897 года в Рязановке проживали 539 жителей (258 мужчин и 281 женщина), из них православных - 463, старообрядцев (поповцы) - 76.
Согласно Списку населённых мест Саратовской губернии 1914 года Рязановка относилась к Дворянско-Терешской волости. По сведениям за 1911 год в деревне проживали преимущественно бывшие государственные крестьяне, великороссы, составлявшие 1 сельское общество. Всего в селе насчитывалось 104 приписанных и 1 посторонних хозяйств (дворов), проживали 639 жителей.

## Население
Динамика численности населения по годам:
| Годы      | 1859 | 1897 | 1911 | 1989 | 2002 |
| --------- | ---- | ---- | ---- | ---- | ---- |
| Население | 329  | 539  | 639  | ≈180 | 133  |

| 2010 |
| ---- |
| 73   |

Национальный состав
Согласно результатам переписи 2002 года русские составляли 69 % населения села. 
- В селе родился  Герой Советского Союза Емельянов, Пётр Николаевич.